# Ядерні технології

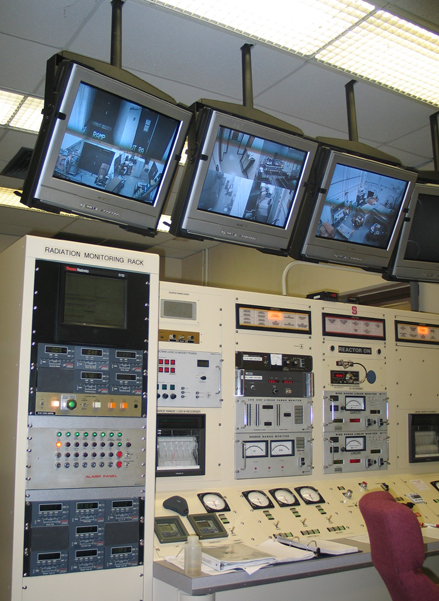
Диспетчерський щит керування роботою ядерного реактора

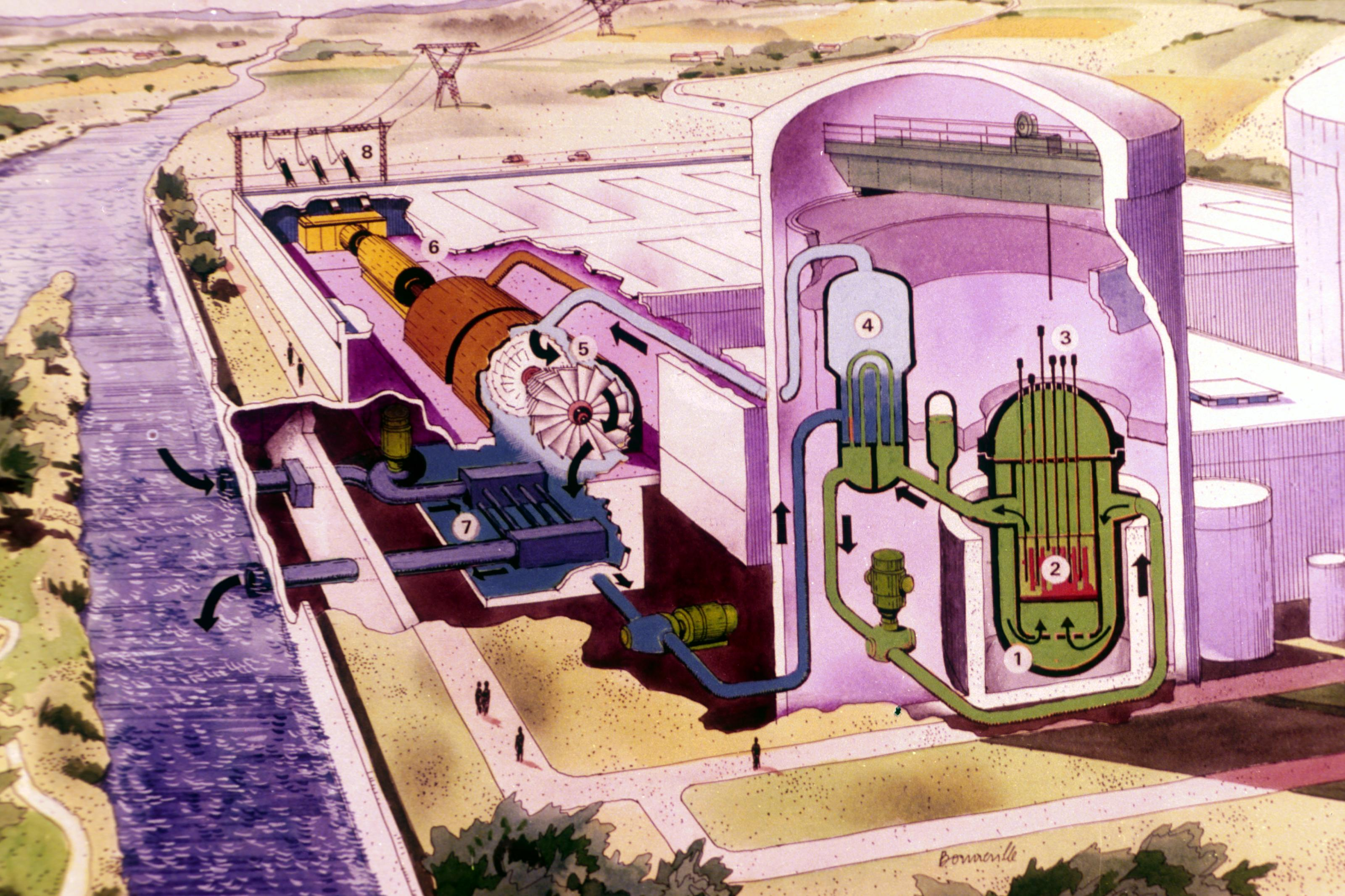
Схема роботи атомної електростанції на двоконтурному водо-водяному енергетичному реакторі (ВВЕР)

Я́дерні техноло́гії (англ. nuclear technology) — сукупність інженерних рішень, що дозволяють використовувати ядерні реакції або іонізуюче випромінювання, яке виникає у результаті їх перебігу. Традиційні сфери застосування ядерних технологій ядерна енергетика, ядерна медицина, ядерна зброя.
Ядерні технології включають у собі декілька різнорідних напрямів:
- технології, що ґрунтуються на здатності ядер деяких хімічних елементів до поділу або сполучення з виділенням енергії;
- технології, основою яких є отримання та використання іонізуючого випромінювання;
- специфічні для галузі технології отримання речовин з потрібними властивостями також часто відносять до ядерних.

## Наукові основи

Залежність енергії зв'язку нуклона від числа нуклонів у ядрі

Атомні ядра складаються з двох типів нуклонів — протонів і нейтронів. Їх утримує разом так звана сильна взаємодія. При цьому енергія зв'язку кожного нуклона з іншими залежить від загальної кількості нуклонів у ядрі, як показано на графіку праворуч. З графіка видно, що у легких ядер із збільшенням кількості нуклонів енергія зв'язку зростає, а у важких спадає. Якщо додавати нуклони у легкі ядра або видаляти нуклони з важких атомів, то ця різниця в енергії зв'язку буде виділятись у вигляді кінетичної енергії частинок що вивільняються у результаті цих дій. Кінетична енергія (енергія руху) частинок переходить у тепловий рух атомів після співудару частинок з атомами. Отже ядерна енергія проявляється у виді нагрівання.
Змінена складу ядра називається ядерним перетворенням або ядерною реакцією. Ядерна реакція із збільшенням кількості нуклонів у ядрі називається термоядерною реакцією або ядерним синтезом. Ядерна реакція із зменшенням кількості нуклонів у ядрі називають ядерним розпадом або поділом ядра.

### Поділ ядра
Поділ ядра може бути самовільним (спонтанним) і викликаним зовнішнім впливом (індукованим).

#### Спонтанний поділ
Сучасна наука вважає що всі хімічні елементи які важчі від водню були синтезовані в результаті термоядерних реакцій всередині зірок. Залежно від кількості протонів і нейтронів ядро може бути стабільним або проявляти схильність до самовільного поділу на декілька частин. Після закінчення життя зірок стабільні атоми утворили відомий нам світ, а нестабільні поступово розпадалися до утворення стабільних. На Землі до наших днів в промислових кількостях збереглося тільки два таких нестабільних (радіоактивних) хімічних елементи — уран і торій. Інші нестабільні елементи отримують штучно в прискорювачах або реакторах.
Спонтанний поділ часто використовується для отримання іонізуючих випромінювань або як джерело тепла, наприклад в радіоізотопних генераторах.

#### Ланцюгова реакція
Деякі важкі ядра легко приєднують зовнішній вільний нейтрон, стають при цьому нестабільними і розпадаються, викидаючи декілька нових вільних нейтронів. У свою чергу ці вивільнені нейтрони можуть потрапити в сусідні ядра і також викликати їх розпад з виходом чергових вільних нейтронів. Такий процес називається ланцюговою реакцією. Щоб ланцюгова реакція відбулася, потрібно створити специфічні умови: сконцентрувати в одному місці досить багато речовини, здатної до ланцюгової реакції. Щільність і обсяг цієї речовини повинні бути достатні щоб вільні нейтрони не встигали покинути речовину, взаємодіючи з ядрами з високою ймовірністю. Цю ймовірність характеризує ефективний коефіцієнт розмноження нейтронів. Коли об'єм, щільність і конфігурація речовини дозволять коефіцієнту розмноження нейтронів досягти одиниці, то почнеться самопідтримна ланцюгова реакція, а таку масу речовини, ядра атомів якої зазнають поділу називають «критична маса».
Очевидно, що кожний розпад у цьому ланцюзі приводить до виділення енергії.
Людство навчились здійснювати ланцюгову реакцію у спеціальних конструкціях. Залежно від потрібних темпів ланцюгової реакції та її тепловиділення ці конструкції називаються ядерною зброєю або ядерними реакторами. У ядерній зброї відбувається лавиноподібна некерована ланцюгова реакція з максимально досяжним коефіцієнтом розмноження нейтронів щоб досягти максимального енерговиділення перш ніж настане теплове руйнування конструкції.

##### Керована ланцюгова реакція
В ядерних реакторах створюють умови для перебігу керованої ланцюгової реакції. Ланцюгова реакція є дуже швидким лавиноподібним процесом, надійно керувати ним безпосередньо практично неможливо. Тому для управління ланцюговою реакцією величезне значення мають запізнілі нейтрони — нейтрони, які утворюються при спонтанному розпаді нестабільних ізотопів, що утворилися в результаті первинних розпадів ядер атомів матеріалу поділу. Час від первинного розпаду до появи запізнілих нейтронів варіюється від мілісекунд до хвилин, а частка запізнілих нейтронів у нейтронному балансі реактора досягає декількох відсотків. Такі значення часу вже дозволяють регулювати процес механічними методами. Коефіцієнт розмноження нейтронів з урахуванням запізнілих нейтронів називають ефективним коефіцієнтом розмноження нейтронів, а замість критичної маси ввели поняття «реактивність ядерного реактора».
На динаміку керованої ланцюгової реакції також впливають інші продукти поділу, деякі з яких можуть ефективно поглинати нейтрони (так звані нейтронні отрути). Після початку ланцюгової реакції вони накопичуються в реакторі, зменшуючи ефективний коефіцієнт розмноження нейтронів і реактивність реактора. Через деякий час настає баланс накопичення і розпаду таких ізотопів і реактор входить у стабільний режим. Якщо заглушити реактор то нейтронні отрути ще довгий час зберігаються в реакторі, ускладнюючи його повторний запуск. Характерний час життя нейтронних отрут в ланцюжку розпаду урану досягає до пів-доби. Нейтронні отрути заважають ядерним реакторам швидко змінювати потужність.

### Ядерний синтез
Протони у ядрі мають електричний заряд, а отже, зазнають кулонівського відштовхування. У ядрі це відштовхування компенсується сильною взаємодією, що утримує нуклони разом. Але сильна взаємодія має радіус дії значно менший від кулонівського відштовхування. Тому для злиття нуклонів двох ядер воєдино потрібно спочатку їх зблизити, подолавши кулонівське відштовхування. Відомі декілька таких способів. У надрах зірок це гравітаційні сили. У прискорювачах — кінетична енергія розігнаних ядер або елементарних частинок. У термоядерних реакторах та термоядерній зброї — енергія теплового руху.

### Іонізуючі випромінювання
Потоки розігнаних атомних ядер, елементарних частинок або високоенергетичних фотонів називаються іонізуючим випромінюванням. Найчастіше іонізуюче випромінювання є наслідком ядерних реакцій або отримується у прискорювачах заряджених частинок. Розрізняють багато видів іонізуючого випромінювання залежно від виду частинок та їх енергії.
Найчастіше зустрічається рентгенівське або гамма-випромінювання — потоки високоенергетичних фотонів. Рентгенівське випромінювання отримують у невеликих спеціальних прискорювачах електронів, так званих рентгенівськими трубками. Широко відомо застосування рентгенівського випромінювання в медичних діагностичних цілях і для пошуку дефектів металевих конструкцій. Гамма-випромінювання складається з більш енергійних фотонів і отримується при спонтанному розпаді деяких штучних ізотопів. Найвідоміше застосування гамма-випромінювання — стерилізація медичних інструментів та харчових консервів.
Нейтронне випромінювання є характерною ознакою ланцюгової реакції та є значимим при ядерних вибухах та у ядерних реакторах. Нейтрони легко приєднуються атомними ядрами, роблячи їх нестабільними (радіоактивними).

### Нейтрона фізика

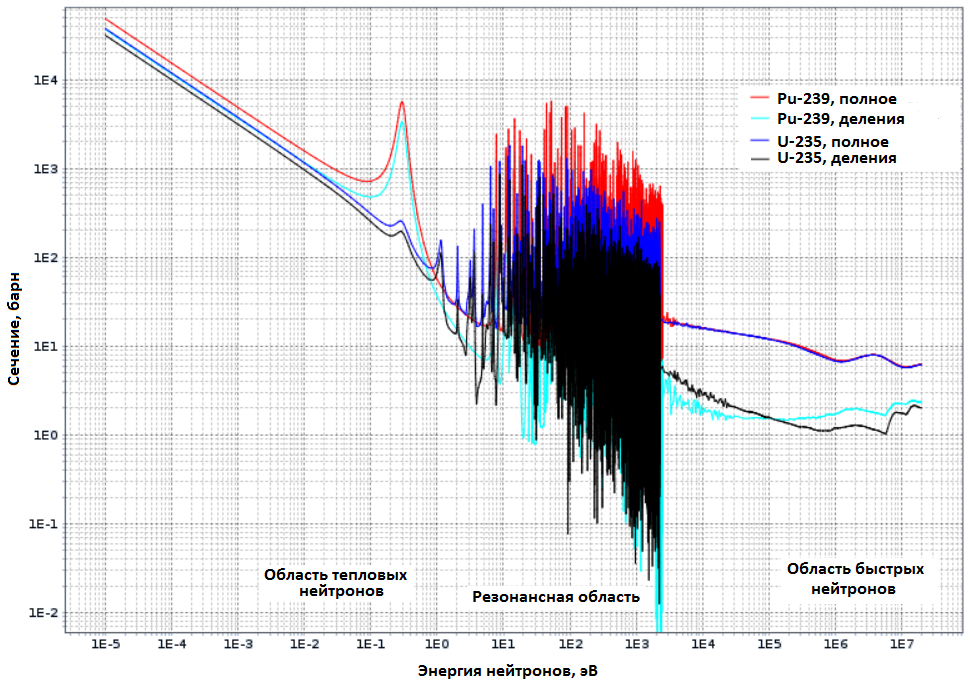
Перетин поділу і повний перетин взаємодії з нейтроном для ^{235}U і ^{239}Pu залежно від енергії нейтрона, що носить також назву «функція збудження»

Нейтронна фізика — розділ фізики елементарних частинок, що займається дослідженням нейтронів, їх властивостей і структури (часу життя, магнітного моменту тощо), методів отримання, а також можливостями використання у прикладних та науково-дослідницьких цілях.
Вільні нейтрони є рушійною силою ланцюгової реакції, тому фізика їх взаємодії з ядрами атомів добре вивчена, а принципи роботи з нейтронними потоками — один з наріжних каменів ядерних технологій.

#### Перетин взаємодії
Нейтрон може взаємодіяти з речовиною за декількома сценаріями:
- Пружне розсіювання, при якому ядро зберігає цілісність. Нейтрон і ядро змінюють свою кінетичну енергію за законами механіки.
- Непружне розсіювання, при якому ядро руйнується під ударом нейтрона.
- Ядерна реакція, при якій ядро поглинає нейтрон (захоплення нейтронів).

Схема конкретної взаємодії має ймовірнісний характер, кожному з можливих сценаріїв відповідає своя імовірність, що характеризується перетином взаємодії. Перетин взаємодії залежить від нуклонного складу ядра і кінетичної енергії нейтрона. На графіку дано приклад залежності імовірності ядерної реакції з нейтроном від його енергії для ізотопів 235U та 239Pu. На даному графіку показано повний перетин взаємодії (тобто імовірність того що ядерна реакція відбудеться) і перетин поділу (тобто імовірність того, що ядерна реакція закінчиться розпадом ядра).
Так як є можливою значна кількість різноманітних сценаріїв розвитку ядерної реакції, то для кожного ізотопу накопичено величезний масив експериментальних даних з ймовірностями (перетинами) кожного із сценаріїв. Існують публічні бази експериментальних даних взаємодії нейтрона з різними ізотопами. Також доступними є он-лайн інструменти перегляду даних з деяких баз.

#### Нейтронний спектр
Розподіл енергій нейтронів в нейтронному потоці прийнято називати спектром нейтронів. Енергія нейтрона визначає схему взаємодії нейтрона з ядром. Прийнято виділяти декілька діапазонів енергій нейтронів, з яких для ядерних технологій значущими є:
- Теплові нейтрони. Названо так оскільки знаходяться в енергетичній рівновазі з тепловими коливаннями атомів і не передають їм свою енергію при пружних взаємодіях.
- Резонансні нейтрони. Названо так оскільки перетин взаємодії деяких ізотопів з нейтронами цих енергій має яскраво виражені нерівномірності.
- Швидкі нейтрони. Нейтрони цих енергій зазвичай отримуються в результаті ядерних реакцій.

#### Миттєві і запізнілі нейтрони
Ланцюгова реакція є дуже швидким процесом. Час життя одного покоління нейтронів (тобто середній час від виникнення вільного нейтрона до його поглинання наступним атомом й виділення наступних вільних нейтронів) набагато менший від мікросекунди. Такі нейтрони називають миттєвими. При ланцюговій реакції з коефіцієнтом розмноження 1,1 через 6 мкс кількість миттєвих нейтронів і енергія, що виділяється зростуть у 1026 разів. Надійно керувати таким швидким процесом неможливо. Тому для керування ланцюговою реакцією величезне значення мають запізнілі нейтрони. Запізнілі нейтрони виникають при самовільному розпаді осколків поділу, що залишились після первинних ядерних реакцій.

## Матеріалознавство

### Ізотопи
У навколишній природі люди зазвичай стикаються з властивостями речовин, зумовленими структурою електронних оболонок атомів. Наприклад, саме електронні оболонки цілком відповідають за хімічні властивості атома. Тому до ядерної ери наука не поділяла речовини за масою ядра, а лише за його електричним зарядом. Однак з появою ядерних технологій з'ясувалося що всі добре відомі прості хімічні елементи мають багато — іноді десятки — різновидів з різною кількістю нейтронів у ядрі і, відповідно, абсолютно різними ядерними властивостями. Ці різновиди стали називати ізотопами хімічних елементів. Більшість хімічних елементів, що зустрічаються в природі є сумішами декількох різних ізотопів.
Переважна більшість відомих ізотопів є нестабільними і в природі не зустрічаються. Їх отримують штучно для вивчення або використання у ядерних технологіях. Відокремлення ізотопів одного хімічного елемента, штучне отримання ізотопів, вивчення властивостей цих ізотопів — одні з основних завдань ядерних технологій.

### Ізотопи у природі
Деякі ізотопи є нестабільними і розпадаються. Однак розпад відбувається не відразу після синтезу ізотопу а через деякий характерний для цього ізотопу час, який називається періодом напіврозпаду. З назви очевидно що це час, за який розпадається половина наявних ядер нестабільного ізотопу.
У природі нестабільні ізотопи майже не зустрічаються, оскільки навіть самі довгоживучі встигли повністю розпастися за ті мільярди років що пройшли після синтезу оточуючих нас речовин в термоядерній топці давно згаслої зірки. Винятків лише три: це два ізотопи урану (уран-235 і уран-238) та один ізотоп торію — торій-232. Крім них в природі можна знайти сліди інших нестабільних ізотопів, що утворилися в результаті природних ядерних реакцій: розпаду цих трьох винятків і впливу космічних променів на верхні шари атмосфери.
Нестабільні ізотопи є основою практично усіх ядерних технологій.

#### Ізотопи, що підтримують ланцюгову реакцію
Окремо виділяють дуже важливу для ядерних технологій групу нестабільних ізотопів, здатних до підтримання ядерної ланцюгової реакції. Щоб підтримувати ланцюгову реакцію ізотоп повинен добре поглинати нейтрони з подальшим розпадом, в результаті якого утворюється декілька нових вільних нейтронів. Людству неймовірно пощастило, що серед збережених у природі в промислових кількостях нестабільних ізотопів виявився один, що підтримує ланцюгову реакцію: уран-235.

## Історична довідка

### Відкриття
Радіоактивність була відкрита Анрі Беккерелем у 1896 році при вивченні фосфоресценції солей урану. Дослідження радіоактивності продовжили П'єр Кюрі і Марія Склодовська-Кюрі із сполуками торію та солями урану. Ними було виділено високоактивні елементи полоній і радій. Вони виявили, що радіоактивні елементи випромінюють 3 види проникаючої радіації, α-, β- і γ- промені.
На початку ХХ століття величезний внесок у вивчення іонізуючих випромінювань і структури атомів зробив Ернест Резерфорд. У 1932 Ернест Волтон і Джон Кокрофт змогли вперше розщепити ядро атома літію. Поділ ядра урану був відкритий у 1934 р. Отто Ганом
.

### Військові ядерні програми
В кінці 30-их років ХХ століття фізики усвідомили можливість створення потужної зброї на основі ланцюгової ядерної реакції. Це привело до зростання інтересу багатьох держав до ядерних технологій. Перша масштабна державна атомна програма під назвою «Урановий проект» (нім. Uranprojekt) з'явилась у Німеччині у 1939 році (див. Німецька ядерна програма). Однак війна ускладнила забезпечення програми і після розгрому Німеччини у 1945 році була закрита без значимих результатів. У 1943 році у США було започатковано масштабну програму під кодовою назвою «Мангеттенський проєкт». У 1945 році у рамках цієї програми була створена й випробувана перша у світі ядерна бомба. Ядерні дослідження в СРСР велись з 1920-х років. У 1940 році проробляється перша радянська теоретична конструкція ядерної бомби. Ядерні розробки в СРСР засекречуються з 1941 року. Перша радянська ядерна бомба була випробувана у 1949 році.
Основний внесок в енерговиділення перших ядерних боєприпасів вносила реакція поділу. Тим не менше реакція синтезу знаходила застосування як додаткове джерело нейтронів для збільшення інтенсивності перебігу реакції поділу. У 1952 році у США і 1953 в СРСР пройшли випробування конструкції, у яких більша частина енерговиділення створювалась реакцією синтезу. Таку зброю назвали термоядерною. У термоядерному боєприпасі реакція ділення служить для ініціювання термоядерної реакції без внесення суттєвого внеску у загальну енергетику зброї.

### Мирне застосування ядерних технологій

Статистика будівництва атомних електростанцій

Перші ядерні реактори були або експериментальними або збройовими, тобто призначеними для напрацювання збройового плутонію з урану. Створюване ними тепло скидали в навколишнє середовище. Низькі робочі потужності і малі різниці температур утруднювали ефективне використання такого низькопотенційного тепла для роботи традиційних теплових машин. У 1951 році було перше використання цього тепла для електрогенерації: у США в контур охолодження експериментального реактора встановили парову турбіну з електрогенератором. У 1954 році в СРСР побудували першу атомну електростанцію, спеціально спроектовану для цілей електроенергетики.

## Технології

### Ядерна зброя
Існує багато способів завдати шкоди людині за допомогою ядерних технологій. Але на озброєння держави взяли лише ядерну зброю вибухової дії на основі ланцюгової реакції. Принцип роботи такої зброї простий: потрібно максимально збільшити коефіцієнт розмноження нейтронів у ланцюговій реакції, щоб якомога більше ядер вступило в реакцію і виділило енергію до того як конструкція зброї буде зруйнована теплом, що виділяється. Для цього треба або збільшити масу речовини, що ділиться, або збільшити її щільність. Причому зробити це треба максимально швидко, інакше повільне зростання енерговиділення розплавить і випарує конструкцію без вибуху. Відповідно було розроблено два підходи до побудови ядерного вибухового пристрою:
- Схема із збільшенням маси, так звана гарматна схема. Суть гарматної схеми полягає у вистрілюванні зарядом пороху одного блоку речовини, що ділиться, докритичної маси («куля») в іншій — нерухомий («мішень»). Блоки розраховані так, що при з'єднанні їхня загальна маса стає надкритичною. Постріл зближав куски, розпочиналась ланцюгова реакція й відбувалось вибухове енерговиділення.
- Схема із збільшенням щільності, так звана імплозійна схема. Ця схема детонації передбачає одержання надкритичного стану шляхом обтиснення матеріалу, що ділиться (штучного ізотопу плутонію), сфокусованою ударною хвилею, створюваною вибухом хімічної вибухівки. Для фокусування ударної хвилі використовуються так звані вибухові лінзи, і підрив відбувається одночасно в багатьох точках із прецизійною точністю. Ударна хвиля при проходженні об'ємом металу здатна перевести плутоній з нестійкої модифікації низької щільності у високощільну. Ця особливість дозволила переводити плутоній з низькощільного підкритичного стану у надкритичний зі швидкість поширення ударної хвилі у металі.

Обидві схеми були створені і випробувані практично одночасно, але імплозійна схема виявилась ефективнішою і компактнішою.
Слід зазначити, що описана схема сферичної імплозії із середини 1950-х років майже не застосовується. Реально застосовуваний проект Swan (англ. swan — лебідь), побудований на використанні еліпсоїдної конструкції, що ділиться, яка у процесі двоточкової, тобто ініційованої у двох точках імплозії стискується в поздовжньому напрямку й перетворюється в надкритичну сферу. Як такі, вибухові лінзи при цьому не використаються. Деталі цього проекту засекречені, але, ймовірно, формування збіжної ударної хвилі здійснюється за рахунок еліпсоїдальної форми імплозійного заряду, так що між ним і розміщеною усередині конструкцією з ядерним паливом залишається заповнений повітрям простір.
Потужність ядерного заряду, що працює винятково на принципі ділення важких елементів, обмежується десятками кілотонн. Енерговихід однофазних боєприпасів, посилених термоядерним зарядом усередині конструкції, що ділиться, може досягати сотень кілотонн. У двофазному пристрої перша стадія фізичного процесу (primary) використається для запуску другої стадії (secondary), у ході якої виділяється найбільша частина енергії. Таку схему прийнято називати проектом Теллера-Улама.
Енергія від детонації primary передається через спеціальний канал (interstage) у процесі радіаційної дифузії квантів рентгенівського випромінювання й забезпечує детонацію secondary за допомогою радіаційної імплозії тампера/пушера, усередині якого перебуває дейтерид літію-6 і запальний плутонієвий стрижень. Останній також служить додатковим джерелом енергії разом з пушером й/або тампером з урану-235 або урану-238, причому спільно вони можуть давати до 85 % від загального енерговиходу ядерного вибуху. При цьому термоядерний синтез служить у більшій мірі джерелом нейтронів для ділення ядер. Під дією нейтронів ділення на ядра Li у складі дейтериду літію утворюється тритій, що відразу вступає в реакцію термоядерного синтезу з дейтерієм.

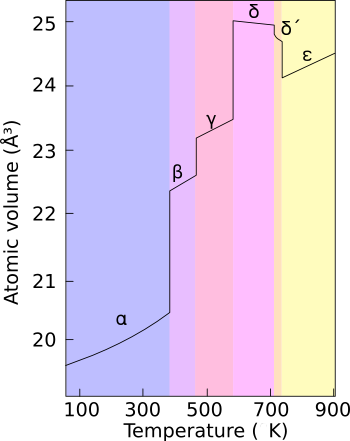
Алотропні модифікації плутонію. Атомарний об’єм в кубічних ангстремах.
Гарматна схема
Імплозійна схема
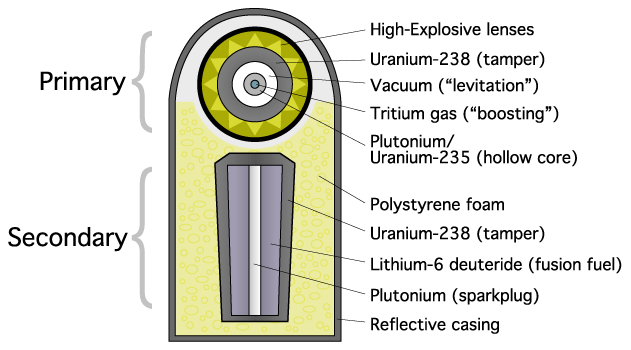
Термоядерний заряд за схемою Теллера-Улама

### Ядерна енергетика

#### Методи отримання ядерної енергії
Людство освоїло три методи отримання атомної енергії:
- На основі спонтанного ділення радіоактивних штучних ізотопів. Оскільки штучні ізотопи є відносно дорогими, то радіоізотопні джерела енергії це малопотужні установки для автономного застосування в особливих випадках. Можуть використовуватися як для обігріву апаратури так і електрогенерації.
- На основі керованої ланцюгової реакції поділу важких ядер. В даний час це єдина ядерна технологія, що забезпечує економічно виправдану промислову генерацію електроенергії на атомних електростанціях. * На основі реакції синтезу легких ядер. Незважаючи на добре відому фізику процесу побудувати економічно виправдану електростанцію поки не вдалося.

#### Атомна електростанція
Генератором енергії на АЕС є ядерний реактор. Тепло, яке виділяється в реакторі в результаті керованої ланцюгової реакції поділу ядер деяких важких елементів, потім так само, як і на звичайних теплових електростанціях (ТЕС), перетвориться в електроенергію. На відміну від теплоелектростанцій, що працюють на органічному паливі, АЕС працює на ядерному пальному (в основному 233U, 235U, 239Pu). Тепло, що виділяється в результаті ядерної реакції переноситься теплоносієм з реактора в парогенератор, де внаслідок нагрівання робочого тіла (наприклад, води) утворюється насичена пара. Далі пара надходить у турбіну, яка приводить у рух електрогенератор, що й перетворює механічну енергію на електричну. З турбіни відпрацьована пара потрапляє в конденсатор, де перетворюється на воду (конденсат), що повертається в парогенератор і знову використовується для утворення пари. Така (найпоширеніша) теплова схема атомної електростанції називається двоконтурною (перший контур — перенесення тепла від реактора до парогенератора, другий контур — переміщення пари з парогенератора в турбіну).

#### Ядерний паливний цикл

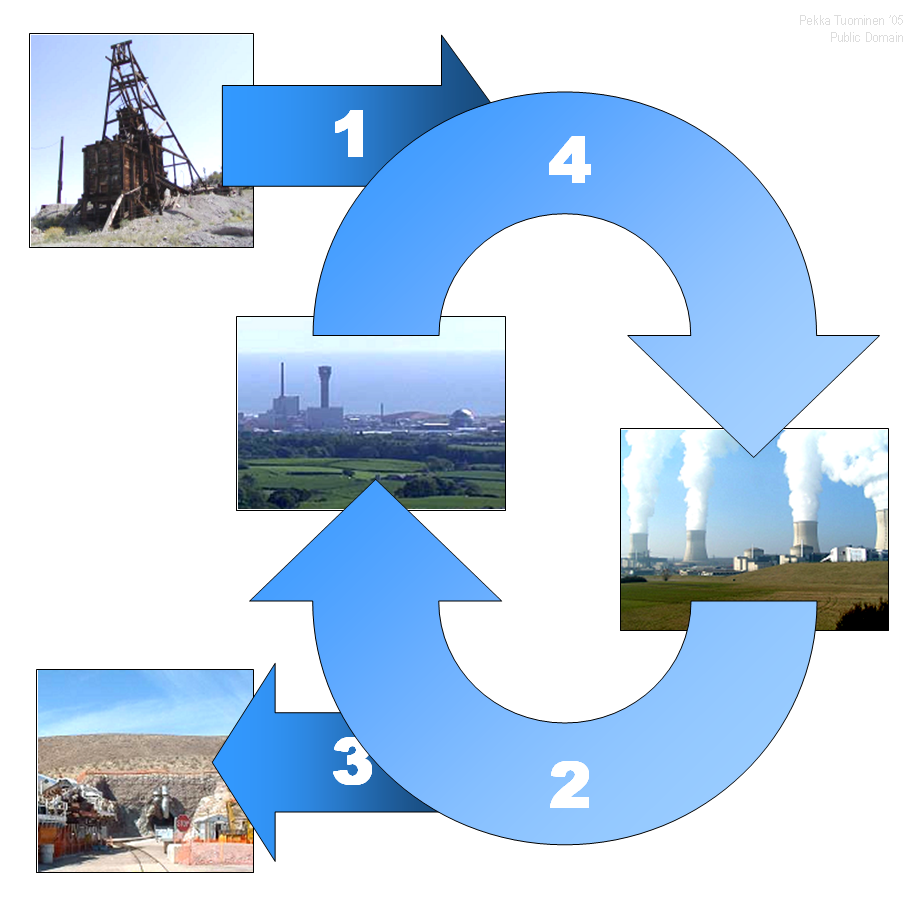
Ядерний паливний цикл. Уран добувається, збагачується і виготовляється ядерне паливо (1), яке постачають на АЕС. Після використання відпрацьоване паливо відвозиться на завод з переробки ядерних відходів (2) або остаточно захоронюється (3) на постійне зберігання у безпечне місце, наприклад, у скелю. 95 % відпрацьованого палива може бути перероблене для подальшого використання на електростанціях (4)

Зазвичай паливний цикл складається з таких етапів. У копальнях видобувається уранова руда. Руда подрібнюється для відділення діоксиду урану. Отриманий оксид урану (жовтий кек) перетворюють у гексафторид урану — газоподібна сполука. Для підвищення концентрації урану-235 гексафторид урану збагачують на заводах з розділення ізотопів. Потім збагачений уран знову перетворюють у твердий діоксид урану, з якого виготовляють паливні таблетки. З таблеток збирають тепловидільні елементи (ТВЕЛ), які об'єднують в збірки для завантаження в активну зону ядерного реактора АЕС. Вивантажене із реактора відпрацьоване паливо має високий рівень радіації і після охолодження на території електростанції (басейн витримки) відправляється у спеціальне сховище. Передбачається також видалення відходів із низьким рівнем радіації, що накопичуються у ході експлуатації і технічного обслуговування станції. Після закінчення терміну служби і сам реактор повинен бути виведений з експлуатації (з дезактивацією та утилізацією вузлів реактора).

#### Радіоактивні відходи

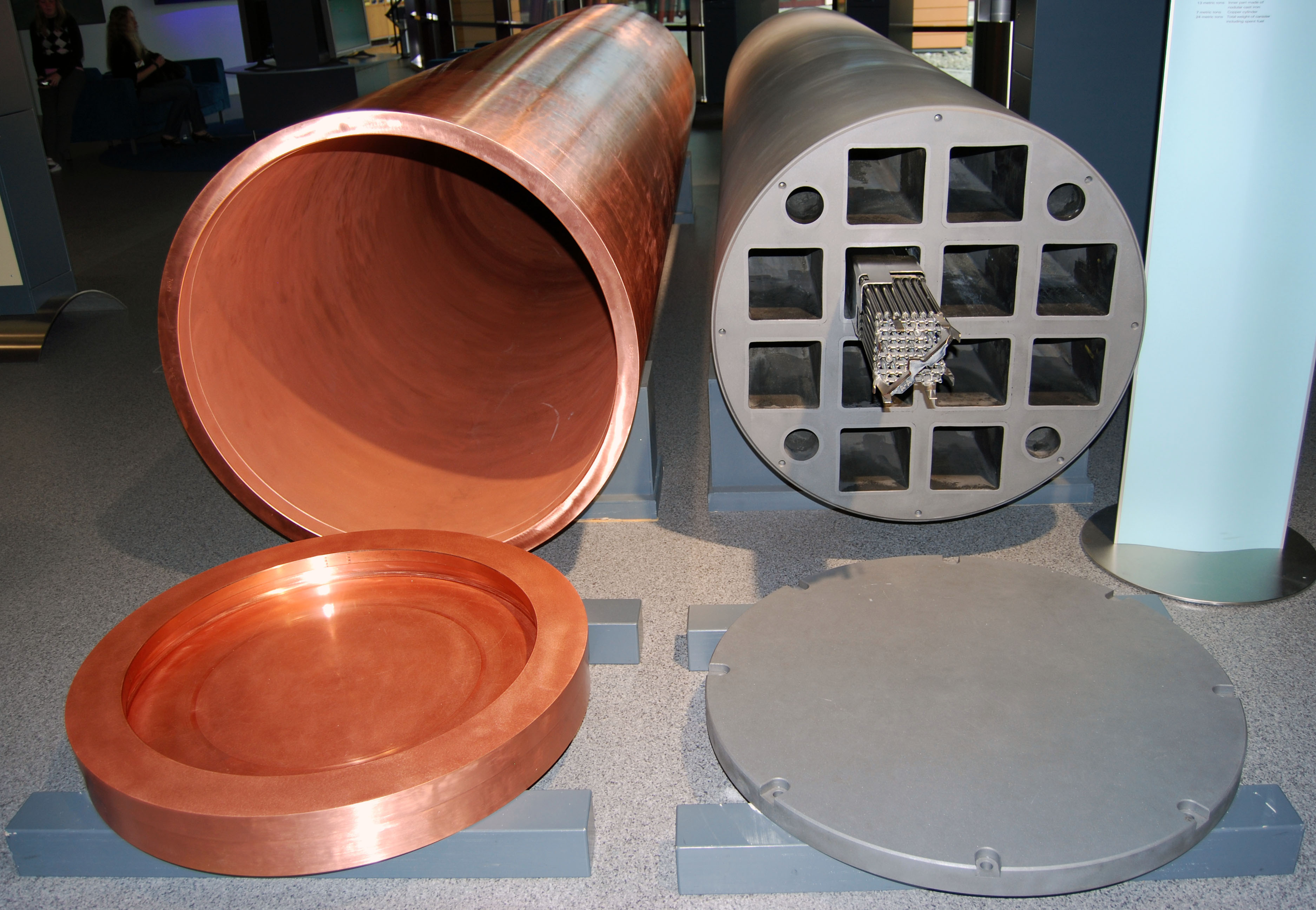
Контейнер для радіоактивних відходів

Відпрацьоване ядерне паливо і конструкційні матеріали реактора з наведеною радіоактивністю є потужними джерелами небезпечних іонізуючих випромінювань. Технології роботи з ними інтенсивно вдосконалюються в напрямку мінімізації кількості захоронювати відходів і зменшення терміну їх небезпеки. Відпрацьоване ядерне паливо також є джерелом цінних радіоактивних ізотопів для промисловості та медицини. Переробка відпрацьованого ядерного палива — необхідний етап замикання паливного циклу.

#### Дослідницький ядерний реактор
Дослідницький ядерний реактор - це реактор для проведення фундаментальних і прикладних досліджень, який є джерелом нейтронів і гамма-випромінювання для опромінення матеріалів і ядерного палива.
Дослідницькі ядерні реактори грають важливу роль в розвитку багатьох фундаментальних наук, ще більшу роль вони відіграють у розвитку ядерної техніки.
Нейтронне випромінювання таких реакторів використовується як інструмент наукових досліджень в самих різних областях науки - в фізиці, хімії, біології, геології, матеріалознавстві, медицині, технології виробництва напівпровідникових матеріалів і в промисловості.
Країни-лідери за кількістю дослідницьких реакторів:
Росія - 51
США - 42
Китай -15
Франція - 10
Половина з діючих в 55 країнах дослідницьких реакторів і критичних установок мають термін служби понад 40 років.
- Будівництво найбільшого в світі багатоцільового науково-дослідницького реактора четвертого покоління на швидких нейтронах МБІР ведеться в Димитровграді, в Росії. На його базі планується створити міжнародний центр досліджень[7].

### Використання у медицині
Ядерна медицина - це розділ клінічної медицини, який займається застосуванням радіонуклідних фармацевтичних препаратів в діагностиці та лікуванні захворювань.
В медицині зазвичай використовуються різноманітні нестабільні елементи для проведення досліджень або терапії.
Методи діагностування, що застосовуються в ядерній медицині, мають високу ефективність при лікуванні: раку легенів, лімфоми, пухлини голови та шиї, раку головного мозку, стравоходу і шлунка, підшлункової залози, раку яєчників, шийки матки, молочної залози, передміхурової залози та інші.
Сьогодні понад 50% радіоактивних ізотопів в світі витрачається на потреби ядерної медицини. Провідні гравці на світовому ринку радіофармпрепаратів і медтехніки: Amersham (Велика Британія), входить до складу GE Healthcare; Bracco (Італія); Bristol-Myers Squibb (США); Covidien (США), колишня Tyco Healthcare; Schering (Німеччина), колишнє CIS Bio international, Росатом (Росія).
Лідерами галузі є США, Японія і деякі європейські країни. В останні роки [коли?]все більш активним гравцем на ринку ядерної медицини стає Росія.

### Сільське господарство
Річний обсяг опроміненої продукції в світі до теперішнього часу оцінюється в 700-800 тис. т., а ринок послуг з опромінювання складає близько 2 млрд $ і має стійку тенденцію зростання. Очікується, що до 2020 р він складе 4.8 млрд $, а до 2030 р - 10.9 млрд $.
За період з 2011 по 2015 рр. радіаційна обробка отримала дозвіл в Монголії, Малайзії, Непалі, М'янмі та в країнах Євразійського Союзу.
Індія, як один з найбільших центрів виробництва продуктів харчування в світі (близько 600 мільйонів тонн харчових продуктів щорічно) спільно з Державною корпорацією з атомної енергії «Росатом» створює власну мережу центрів опромінення продуктів. Це допоможе зберігати врожай (зокрема рису, який є одним з пріоритетних продуктів в Індії). Опромінення буде перешкоджати розмноженню, або викликати загибель паразитів. Всі дози опромінення підібрані спеціально з урахуванням вирішуваних завдань, вони рекомендовані МАГАТЕ.